# Красноставский повет
Красноставский повет (пол. Powiat krasnostawski) — повет (район) в Польше, входит как административная единица в Люблинское воеводство. Центр повета — город Красныстав. Занимает площадь 1067,18 км². Население — 65 422 человека (на 31 декабря 2015 года).

## Административное деление
- города: Красныстав
- городские гмины: Красныстав
- сельские гмины: Файславице, Гожкув, Избица, Красныстав, Красничин, Лопенник-Гурны, Рудник, Сенница-Ружана, Жулкевка

## Демография
Население повета дано на 31 декабря 2015 года.
| Перепись            | Всего  | Мужчины | Женщины |
| ------------------- | ------ | ------- | ------- |
| Всего               | 65 422 | 31 814  | 33 608  |
| Городское население | 19 116 | 9109    | 10 007  |
| Сельское население  | 46 306 | 22 705  | 23 601  |